# Karl Polanyi
Pour les articles homonymes, voir Polanyi.
Dans le nom hongrois Polányi Károly, le nom de famille précède le prénom, mais cet article utilise l’ordre habituel en français Károly Polányi, où le prénom précède le nom.
Karl Polanyi ou Károly Polányi, né Károly Pollacsek ([ˈkaːɾoj], [ˈpolaːɲi]) le 25 octobre 1886 en Autriche-Hongrie, à Vienne, mort le 23 avril 1964 au Canada à Pickering, au bord du Lac Ontario, est un économiste austro-hongrois, généralement considéré comme étant d'obédience politique socialiste ou marxiste occidentale chrétienne (marxiste hétérodoxe), chercheur à l'université Columbia à New York, naturalisé américain et canadien, spécialiste d'histoire et d'anthropologie économiques.
Son livre majeur, La Grande Transformation, souligne l'absence de naturalité et d'universalité de concepts tels que l'« Homo œconomicus », « le marché » et la « compétition », souvent présentés comme évidents, inhérents aux sociétés, ou ayant une valeur et une signification uniques ou intemporelles. Vision erronée et utopique qui résulte selon lui du « désencastrement » de l'économie (opéré par le libéralisme), terme signifiant son autonomisation vis-à-vis de toutes les lois sociales, morales, éthiques ou même juridiques des sociétés humaines traditionnelles. Polanyi défend au contraire une vision de l'économie construite sur les solidarités assumées entre les hommes.
Un autre ouvrage, La Subsistance de l'homme, publié à titre posthume en 1977 sous le titre original anglais The Livelihood of Man, se veut une contribution à l'élaboration d'une histoire économique générale comparative rassemblant les recherches sur les sociétés antérieures à la « société de marché », qui est la nôtre depuis deux siècles seulement. S'inspirant des fondateurs de l'anthropologie comme des grands théoriciens de l'histoire économique, Polanyi y déploie et précise sa conception originale en l'appliquant aux économies de l'Antiquité. Développant le concept de « substantivisme », il y défend le fait qu'une société doit garantir à chaque individu les conditions matérielles et morales de sa subsistance.
Son idéal – d'après son traducteur québécois B. Chavance – est celui d'un socialisme démocratique où les activités seraient soumises à une réglementation politique de la société, conformément aux exigences de la « Liberté dans une société complexe ». Les marchés y auraient toute leur place pour les produits, mais non pour la détermination des revenus liés au travail ou à la terre ; la prétendue autorégulation de l'économie de marché serait ainsi remplacée par une combinaison plus équilibrée de la redistribution, de la réciprocité et de l'échange.
Intellectuel juif issu d'une famille de la bourgeoisie ashkénaze, Karl Polanyi soutient cependant un socialisme séculariste et laïc. Dans l'exercice privé de sa foi, il se convertit au christianisme par conviction politique et éthique en 1922, et pour « embrasser l'amour du Christ », selon ses propres mots. Il voit dans la religion chrétienne l'une des doctrines défendant l'avènement de l'universalisme, de la justice sociale, de la démocratie sociale et de la modernité politique, mais également d'une forme de socialisme autonomisant, où chaque individu est libre de son destin, et endosse la responsabilité morale en découlant, prenant conscience avec lucidité de la charge vertigineuse que cette liberté implique, et est à ce titre attentif aux solidarités nouées avec ses prochains pour les accompagner dans cette épreuve.
Figure intellectuelle du socialisme, son nom est souvent mobilisé par les théoriciens et partisans de l'économie sociale et solidaire et par les défenseurs de l'altermondialisme, notamment par les sociologues du MAUSS, les activistes d'Attac et les économistes de l'école de Toulouse en France (Geneviève Azam, Bernard Maris, etc.). L'héritage de sa pensée a également été diffusé par sa fille, Kari Polanyi-Levitt, doctorante à la London School of Economics, enseignante à l'Université McGill de Montréal et créatrice d'une Fondation Karl Polanyi au Québec.

## Biographie

### Famille
Né à Vienne, Karl est le fils de Mihály et Cecília Pollacsek (née Cecília Wohl), respectivement des juifs ashkénazes séculiers de Ungvár (alors en Hongrie et maintenant en Ukraine) et de Vilnius, en Lituanie. La famille de son père était composée d’entrepreneurs issu de la bourgeoisie hongroise, tandis que le père de sa mère était le grand-rabbin de Vilnius. La famille part pour Budapest et magyarise son nom en Polányi.
Son père convertit ses enfants au christianisme. Dès les années 1920, Karl Polanyi s'intéresse aux enseignement moraux, aux idéaux de justice sociale et à la doctrine sociale de l'Église catholique. Il développe alors une foi profonde, qui ne cesse de s'intensifier malgré ce qu'il confesse être des moments de doute.
Son père participe alors à la construction d'une grande partie du système ferroviaire hongrois, mais perd la majeure partie de sa fortune en 1899, en raison du mauvais temps qui fait exploser le budget de l'un de ses projets. Il meurt en 1905. Cecília Polányi établit alors un salon qui était très connu parmi les intellectuels de Budapest, et le maintient jusqu'à sa mort en 1939.
Le frère cadet de Karl est Michael Polányi (1891-1976), chimiste, épistémologue et penseur libéral (notamment présent lors du célèbre colloque Walter Lippmann de 1938), et sa nièce Éva Zeisel, une céramiste mondialement réputée.
Karl Polanyi a trois cousins célèbres : l'intellectuel marxiste Ervin Szabó, Ernő Seidler et Ernő Pór.
Il a également une fille, Kari Polanyi-Levitt (née en 1923), professeur d'économie à l'Université McGill à Montréal, au Canada. Kari Polanyi-Levitt fut l'élève de ses contemporains Karl Popper et Friedrich Hayek lors de ses études à Londres dans les années 1950, à la London School of Economics.

### Cercle Galilée
Alors qu'il est étudiant à l'université de Budapest (Budapesti Tudományegyetem), il fonde en 1908 le Cercle Galilée, dont il est le premier président, et qui rassemble des étudiants progressistes de cette université. Les caractéristiques affichées de ce cercle de radicaux « éclairés » sont :
- Ses motivations : « Qu'il soit libre d'esprit, qu'il se tienne à l'écart des partis politiques, qu'il soit dévoué, honnête, qu'il attire la multitude des étudiants qui vivent dans la pauvreté ; qu'il soit un mouvement dont le but est d'apprendre et enseigner »[6].
- Sa mission : « Mobiliser contre le cléricalisme et la corruption, contre les privilégiés, contre la bureaucratie contre ce bourbier partout présent dans ce pays resté à demi-féodal »[7].
- La liberté d'esprit : « Par liberté d'esprit nous n'entendons ni déni de la vérité, ni déni de l'éthique, de la loi ou de l'autorité. Nous entendons bien au contraire qu'un esprit libre soit en quête inlassable de vérité, se conforme aux règles de la morale et agisse dans le respect de la loi et de l'autorité. Inlassablement et constamment. Sans jamais battre en retraite devant les considérations d'aucune sorte, sans jamais laisser la somnolence prendre le pas sur une vigilance alerte. Chercher la vérité au-delà de toute vérité de classe ou de race, suivre le chemin de l'éthique pure, dépasser les préceptes tout faits des “moralistes” , prendre appui sur les fondements de la justice, quitte à se méfier de la loi, pour ne s'incliner que devant l'autorité de la bonté et de la vérité, et se retourner contre toute fausse autorité qui repose sur un succès corrompu et l'étalage de la puissance ».
- La quête de la vérité : « Chercher ainsi la vérité, et quand les tabous de la tradition se dressent sur la route, agir selon les postulats de l'éthique, quand bien même les adeptes des compromis ou les opportunistes dénigreraient cette attitude en la taxant de “super-idéalisme”, de “juvénilisme”, de “donquichottisme” ou simplement de manque de maturité. Se battre pour la justice, même contre la loi, et élever un autel à l'autorité des héros de la bonté et de la vérité sur les ruines de l'autorité des conventions, du cynisme, de l'ignorance et de la léthargie de l'âme »[8].

Il fréquente Georg Lukacs, Oscar Jászi et Karl Mannheim. Il est diplômé en philosophie en 1908 et en droit en 1912.

### Impasse politique
En 1914, il participe à la création du parti radical hongrois, et en devient secrétaire. Polanyi sert en tant qu'officier dans la cavalerie austro-hongroise pendant la Première Guerre mondiale, mais est hospitalisé à Budapest puis démobilisé pour incapacité après être arrivé sur le front russe. Après la guerre, il s’installe à Budapest et reprend l'activisme politique. Il soutient le gouvernement républicain de Mihály Károlyi et son régime social-démocrate. La république est de courte durée et, quand Béla Kun renverse le gouvernement Károlyi et crée la République des Conseils de Hongrie, Polanyi est forcé d'émigrer à Vienne en 1919[réf. souhaitée].
Selon Ilona Duczynska Polanyi, une lettre datée de 1950 serait « le document le plus sincère et le plus révélateur sur le cours pris par son existence » :

« D'un point de vue éthique, le Cercle Galilée fut un succès fructueux. Pour la première fois depuis 1848, probablement, les masses étudiantes se voyaient confrontées à un “engagement” moral et le mettaient en pratique. Mais, politiquement, un de mes manques fut irrécupérable. (…) C'est à cause de lui que le Cercle Galilée ne trouva pas en 1918 une génération unie avec la paysannerie et les minorités nationales, prête pour de longs et difficiles combats… Qui en porte la responsabilité ? Moi. J'ai conduit le Cercle vers une direction antipolitique. Je n'ai essayé d'agir ni avec la classe ouvrière, ni avec la paysannerie, ni avec les minorités nationales. Je n'ai pas même cherché une unité fondée sur l'action. Je n'ai jamais été un homme politique, je n'avais pas le moindre talent pour cela, ni le moindre goût. »

Rétrospectivement, Polanyi juge amèrement ce qu'il appelle le manque de réalisme dont il a fait preuve : « [cela] m'a condamné à l'inefficacité tant sur un plan théorique que pratique. De 1909 à 1935, je n'ai rien accompli. Toutes mes forces tendues vers un pur et vain idéalisme se sont perdues dans le vide ».

### Orientation vers l'économie
De 1924 à 1933, il travaille en tant que journaliste économique et politique entre autres pour le prestigieux Oesterreichische Volkswirt. C'est à cette période qu'il devient économiste. Il organise un séminaire de réflexion sur l'économie socialiste, qui l'amène à polémiquer avec l'économiste Ludwig von Mises, l'un des chefs de file de l'école autrichienne d'économie. Pour ce dernier, l'économie socialiste, centralisée et planifiée, n'est pas viable, car en faisant disparaître le mécanisme des prix, qui donne en temps réel aux agents économiques l'information (notamment sur la rareté des produits) dont ils ont besoin pour prendre leurs décisions, elle rend impossible le calcul économique. Polanyi propose une forme d'économie décentralisée s'appuyant sur des associations coopératives de producteurs et de consommateurs, où les critères d'efficacité économique sont tempérés par des choix sociaux librement déterminés par les associations[réf. souhaitée].
À la fin des années vingt, dans un manuscrit oublié intitulé « Sur la Liberté » (Über die Freiheit), Polanyi formule pour la première fois sa double critique philosophique des religions et du socialisme contemporains. Dans ce texte prennent forme les idées qui seront les pierres angulaires de ses travaux ultérieurs et de sa philosophie de l'existence : « le dépassement de l'éthique individuelle chrétienne, la réalité de la Société, la nature ultime et irrévocable de la Société et la prise de conscience de ce caractère irrévocable ».

### Émigration
En 1933, à la suite de l'arrivée au pouvoir d'Adolf Hitler en Allemagne, et compte tenu de son influence en Autriche, Polanyi quitte précipitamment Vienne pour Londres. Il y travaille comme enseignant pour adultes au sein de la “Workers Education Association”.
Il enseigne l'histoire économique, l'histoire du début du capitalisme en Angleterre. « Et il recueillait les souvenirs dont ses étudiants étaient richement dotés grâce à la tradition orale en vigueur dans leurs familles. Le souvenir des « dark, satanic mills » (« sombres fabriques diaboliques ») que dénonçait William Blake se transmettait de génération en génération, et la classe ouvrière anglaise - en dépit de l'amélioration qu'elle avait connue - portait encore les stigmates de sa naissance douloureuse ».
Il trouve dans ce pays une communauté d'esprits apparentés au sien et un cercle d'universitaires éminents qui alliaient à leur vision chrétienne une sympathie non critique envers l'Union soviétique. Leurs efforts communs aboutissent au « Symposium christianisme et révolution sociale ».
En 1940 lors d’un voyage aux États-Unis, il accepte l’offre du Bennington College dans le Vermont d'y enseigner l’économie politique. Cette expérience est à l'origine de la rédaction de son principal ouvrage : La Grande Transformation. Le retentissement de ce livre lui permet d'être nommé, en 1947, professeur émérite à l'université Columbia, poste qu'il conserve jusqu'en 1953, date de sa retraite.
Ces années seront le vrai tournant de sa vie :

« J'avais cinquante ans quand les circonstances en Angleterre me conduisirent à étudier l'histoire économique. C'est ainsi que je gagnais ma vie comme professeur. Car j'étais né pour être enseignant. Je n'imaginais guère alors qu'une autre vocation m'attendait et que je m'y préparais. Quelque trois ans plus tard, apparemment encore sous la pression des circonstances, j'ai écrit un livre (La Grande Transformation) par lequel j'essayais de nouveau d'interpréter l'histoire récente… Mais cette fois j'ai soutenu le cours de mes pensées par une perspective d'histoire économique. ».

### Fin de vie
K. Polanyi prend sa retraite universitaire à l'âge de 66 ans en 1953. Il poursuit et publie en 1957 des travaux de recherche : Trade and Market in the Early Empires, parus en français sous le titre Les Systèmes économiques dans l'Histoire et dans la Théorie.
Dans une conférence donnée en 1963 à l'Institut des relations culturelles de Budapest, Polanyi affirme : « Si, dans le cours de l'histoire, l'économie change de place à l'intérieur de la société, alors se pose nécessairement la question de savoir d'où elle part et où elle va ».
Karl Polanyi meurt le 23 avril 1964. Sur son cercueil sont inscrits des vers du poète et intellectuel hongrois Attila József : « Mon Dieu, je t'aime très tendrement. Si tu étais un jeune vendeur de journaux, je t'aiderais à les crier dans les rues ».

## Idées

### Thèse
La thèse centrale de Karl Polanyi est que « la naissance du marché et de l'Homo œconomicus apparaissent étroitement corrélées » et que cette association est de nature tout à fait singulière :
- « Ce n'est que dans le cadre et les limites d'une économie de marché généralisée, c'est-à-dire d'un système interdépendant de marchés autorégulés que les motivations humaines se réduisent aux deux seuls mobiles de la peur de mourir de faim et de l'appât du gain monétaire ».
- « Cette naissance du marché autorégulateur, promu par les économistes libéraux, a en effet conduit à une forme de désencastrement de l'économie et de la technique d'avec la Société. Dans toutes les Sociétés - à l'exception de la Société marchande - l'économie reste encastrée (embedded) dans les relations sociales. Seule l'économie de marché autorégulée se présente comme dissociée (disembedded) de la relation sociale »[20].

### Perspective ouverte: ré-encastrement de l'économique dans le rapport social et démocratique
La rupture réalisée par la consécration unilatérale de l'économie de marché provoquée par les économistes libéraux consiste en une forme de « dérégulation (qui) demeure utopique, car la Société réagit en protégeant ses membres, ce qui entre en contradiction avec les exigences du marché autorégulé en opérant des “ré-encastrements” volontaristes ». Ce qui va se traduire concrètement par :
- « soit la montée des protections sociales et inter-étatiques (protectionnisme), à l'instar de ce qui a été observé avec le “New Deal” aux États-Unis ».
- « soit la volonté d'application au monde réel de l'idéal de désencastrement social de l'économie ayant un coût social trop important, un scénario où cette utopie ouvre la voie à une violence économique et politique extrême, comme l'a illustré la crise des années 1930, qui en Europe a laissé place au nazisme, au fascisme et au stalinisme; elle apparait alors pour ce qu'elle est : une utopie dangereuse »[20].

Face à cette utopie qui conduit à des impasses, Karl Polanyi s'efforce de « dégager les conditions de possibilité d'un socialisme non bureaucratique, associationniste, qui n'abolisse pas le marché, mais le ré-encastre dans le rapport social et les régulations démocratiques ».

### 1944:La Grande Transformation
Polanyi s'est distingué notamment avec son ouvrage The Great Transformation - La Grande Transformation (qui ne fut traduit que quarante ans plus tard en français).
Cette étude renouvelle fortement l'approche et l'analyse de l'histoire du capitalisme, du XVIIIe siècle jusqu'à la Seconde Guerre mondiale, sur la base d'une description documentée des rouages économiques des sociétés industrielles, depuis les prémices des Révolutions industrielles anglo-saxonnes. En réaction au courant de l'école classique (Adam Smith, David Ricardo, Jean-Baptiste Say…), Polanyi renouvelle l'approche économique par une réflexion qualifiée de « substantiviste », par laquelle il décrit et met en avant ce qu'il dénomme la position fondamentalement « encastrée » de l'économie dans la société.
Selon Karl Polanyi, la présentation traditionnelle du rôle de la technologie dans l'histoire économique doit être dénoncée : pour lui, la révolution industrielle ne résulte pas seulement des innovations techniques, mais plutôt de ruptures sociales provoquées par l'usine et le concept de marché libre. La mécanisation de la production au sein des usines nécessite la création d'un marché libre où les marchandises et le travail sont à la fois disponibles à tout instant et peuvent s'écouler rapidement.
De ce fait, la terre, le travail et la monnaie - trois éléments qui sont la « substance de la société » -, se trouvent être transformés en marchandises circulant sur le marché. Or, ces trois éléments constituent des marchandises fictives : elles ne peuvent être considérées comme marchandises puisqu'une marchandise se définit comme quelque chose qui est en premier lieu produit pour être vendu, ce qui à l'évidence n'est pas le cas de ces trois éléments.
En justifiant et en consacrant l'émergence d'un « marché autorégulateur », l'idéologie libérale a permis le « désencastrement » de l'économie et de la technique, soit leur séparation et leur autonomisation d'avec la société globale : les sphères de la production et de la distribution des biens ne sont plus désormais sous le contrôle de la population, ni sous un contrôle politique et social comme dans les sociétés traditionnelles. Elles apparaissent dorénavant être aux mains d'intérêts privés qui se trouvent en concurrence pour obtenir le gain maximum.
Or, cette dérégulation est pour Polanyi utopique (« Entreprise utopique par laquelle le libéralisme économique a voulu créer un système de marché autorégulateur »[réf. nécessaire]). En effet, le coût social en étant trop important, la société va réagir pour protéger ses membres par la montée des protections sociales et interétatiques protectionnistes.
Cette réaction va entrer en contradiction avec les exigences du marché autorégulé : crise des années trente, effondrement des systèmes monétaires, montée des régimes autoritaires (nazisme, fascisme, stalinisme) et intervention accrue de l'État (New Deal). Dans cette crise, qui débouche sur la Seconde Guerre mondiale, Polanyi voit la fin du libéralisme économique et la montée de la bureaucratie comme nouvelle classe responsable de l'économie.
Cet ouvrage lui vaut d'être nommé à l'université Columbia, qu’il quitte en 1953 pour Toronto où il continue son travail jusqu'à sa mort en 1964.

## Postérité
Un institut portant le nom de Karl Polanyi a été fondé en 1987 à Montréal et entend encourager cette approche nouvelle et originale du monde et de ses mécanismes.
En France, de nombreux mouvements de l'économie sociale et solidaire font état d'analyses et réflexions s'inspirant plus ou moins directement de la pensée de Karl Polanyi,.

## Œuvres

### Œuvres en langue anglaise (liste non exhaustive)
- The Great Transformation, the political and economic origins of our time, 1944, Beacon Press, 2001, 360 p.
- Trade and Market in the Early Empires, Economies in History and Theory

### Œuvres de Karl Polanyi traduites en français (liste exhaustive)
- La Grande Transformation, aux origines politiques et économiques de notre temps, Gallimard, 1983, 448 p.
- Essais de Karl Polanyi, Éditions du Seuil, 2008, 584 p.  (ISBN 978-2-02-052847-4)
- La Subsistance de l'Homme : la place de l'économie dans l'histoire et la société (trad. de l'anglais), Paris, Flammarion, 2011, 420 p. (ISBN 978-2-08-122910-5)
- Commerce et marché dans les premiers empires : Sur la diversité des économies (trad. de l'anglais), Paris, Éditions Le Bord de l'eau, 2017, 460 p.  (ISBN 978-2356875495)
- La mentalité de marché est obsolète !, Éditions Allia, 2021, 46 p.,  (ISBN 979-10-304-1569-8)

### en langue anglaise
- 1957 : (en) «The Semantics of Money-Uses», Explorations, repris dans G.Dalton(dir): «Primitive, Archaic and Modern Economies: Essays of Karl Polanyi» Garden City, NY Doubleday, 1968.
- 1960 : (en) «On the Comparative Treatment of Economic Institutions in Antiquity with Illustrations from Athens, Mycenae and Alakah» in CH Kraeling, RM Adams (dir) , City Invicible : A symposium on Urbanization and Cultural Development in the Ancient Near East, Chicago University Press.
- 1963 : (en) «Ports of Trade in Early Societies», The Journal of Economic History , 23, 1963, réimp in G.Dalton (dir) Primitive, Archaic and Modern Economies, Essays of Karl Polanyi, Garden City, NY Doubleday 1968.
- 1966 : (en)«Dahomey and the Slave Trade», en collaboration avec A. Rotstein, Seattle, Londres, University of Washington Press.
- 1971 : «Carl Menger's Two meanings of Economics» in G.Dalton (dir) Studies In Economic Anthropology, Washington DC, American Antrhropological Association.
- 1977: (en) «The Livelihood of Man», Academic Press Edition, New-York (voir ci-dessous la traduction française parue en 2011)
- (fr) «Essais de Karl Polanyi», Préface de Michele Cangiani et Jérôme Maucourant, postface de Alain Caillé et Jean Louis Laville, éd. du Seuil, 584 p., 2008.

### en langue française
Nicolas Postel et Richard Sobel, 2024, karl Polanyi, coll : que sais je, PUF. 
- Jean-Marc Fontan, Diane-Gabrielle Tremblay (Direction), Le renouveau de la pensée polanyienne, Revue Interventions économiques [En ligne], 38 2008, décembre 2008.

- Gérald Berthoud, « L'économique en question - la position de Karl Polanyi », Revue du MAUSS, no 18, ancienne série, p. 53-105 et « Homo-polanyiensis - Dichotomie ou totalité ? », Bulletin du MAUSS, 19, ancienne série, p. 115-139, 1986.

- H. W. Pearson, Le fallace de l'économisme, traduction d'un extrait de The livelihood of Man, Revue du MAUSS, no 18, ancienne série, p. 11-26.

- Jérôme Maucourant, Jean-Michel Servet et André Tiran, La modernité de Karl Polanyi, L'Harmattan, coll. « Logiques Sociales », 1998.

- Jérôme Maucourant, « Une lecture de Karl Polanyi », L'Économie politique, no 12 2001/4, p. 90 à 106. [lire en ligne]

- Jérôme Maucourant, « Karl Polanyi, une biographie intellectuelle », Revue du MAUSS, no 29 2007/1, p. 35 à 62.

- Jérôme Maucourant, Avez-vous lu Polanyi ?, Champs Essais - Flammarion, 2011, 264 pages,  (ISBN 9782081231719).

- Nicolas Brisset, « Retour sur le désencastrement : Polanyi ou la science économique vue comme une institution influençant l'évolution des systèmes économiques », Revue européenne des sciences sociales, vol. 50, no 1, p. 7-39. [lire en ligne]

- Jean-Michel Servet, « L’institution monétaire de la société selon Karl Polanyi », Revue Economique (44), 6, novembre 1993, p. 1127-1149. [lire en ligne]

- Jean-Michel Servet (sous la direction de), "La modernité de Karl Polyanyi", éd. L'Harmattan, Paris, 1998,

- Ayşe Buğra, « Karl Polanyi et la séparation institutionnelle entre politique et économie », Raisons politiques, no 20 2005/4, p. 37-56. [lire en ligne]

- Kho, Mu-Jeong (2016) The 170 Economists and Financial Reform: The Foundations of Marx, Veblen, Gramsci, and Polanyi (Political Economy and Development Research Vol. 001), Seoul: Booklab Publishing Co.  (ISBN 979-11-87300-43-4) (93320), 382 pages.

- Alain Caillé et Jean-Louis Laville, « Actualité de Karl Polanyi », Revue du MAUSS, no 29 2007/1, p. 80-109.

- Nicolas Postel et Richard Sobel, « Économie et Rationalité : apports et limites de l’approche polanyienne », Cahiers d'économie politique, no 54 2008/1, p. 121 à 148.
- Richard Sobel, « Dé-penser l’économique sans Mauss et avec Polanyi », L'Homme et la société, no 156-157 2005/2-3, p. 169 à 183.

- (en) Kari Polanyi-Levitt, The Life and Work of Karl Polanyi : A Celebration, Montréal, Black Rose Books, 1990, 264 p. (ISBN 0-921689-80-2, lire en ligne)

- Jérôme Maucourant, Nadjib Abdelkader, Sébastien Plociniczak, Karl Polanyi et l’imaginaire économique, coll. « Les précurseurs de la décroissance », éd. Le Passager clandestin, 2020, 128 p.

- Nadjib Abdelkader, « L’actualité de Karl Polany », 24 septembre 2020, Geopoweb (lire en ligne).

#### Bases de données et dictionnaires
- Ressources relatives à la recherche :   - The Academic Family Tree
  - Dialnet
- Notices dans des dictionnaires ou encyclopédies généralistes :   - American National Biography
  - Britannica
  - Den Store Danske Encyklopædi
  - Deutsche Biographie
  - Dizionario di Storia
  - Enciclopedia italiana
  - Nationalencyklopedin
  - Store norske leksikon
  - Treccani
  - Universalis
  - Visuotinė lietuvių enciklopedija
- Notices d'autorité :   - VIAF
  - ISNI
  - BnF (données)
  - IdRef
  - LCCN
  - GND
  - Italie
  - Japon
  - CiNii
  - Espagne
  - Belgique
  - Pays-Bas
  - Pologne
  - Israël
  - NUKAT
  - Catalogne
  - Suède
  - Australie
  - WorldCat